# Surender Koli
 (juin 2008).
Si vous disposez d'ouvrages ou d'articles de référence ou si vous connaissez des sites web de qualité traitant du thème abordé ici, merci de compléter l'article en donnant les références utiles à sa vérifiabilité et en les liant à la section « Notes et références ».
Surender Koli, également appelé Subhash ou Surendra Kohli, est un tueur en série indien né dans l'État de Uttarakhand en 1970 ou 1971.

## Biographie
Lui et Mohinder Singh Pandher, un entrepreneur de travaux publics, sont accusés d'avoir assassiné puis violé 17 enfants dans les meurtres en série de Noida. Il était le cuisinier de son complice,.
Les médias rapportent que Surender a admis avoir enlevé, violé et tué huit enfants, cependant, les rapports indiquent que plus de vingt enfants sont absents et pourraient être des victimes également. Des restes squelettiques d'environ 22 femmes et enfants ont été déterrés autour de la maison de Pandher et la recherche d'autres restes est actuellement en cours.
Des policiers ont mis la main sur une quarantaine de sacs en plastique bourrés d'os, de crânes et de tissus humains, la plupart jetés dans des égouts. Ils attiraient les enfants à l'intérieur de cette propriété en leur promettant des bonbons et des jouets et les femmes étaient attirées par une offre d'emploi.
D'après la presse, Surender Koli a reconnu devant les policiers avoir eu des relations sexuelles avec les cadavres de ses victimes. Il aurait aussi essayé d'ingérer des organes et en aurait découpé d'autres avant de les jeter aux toilettes.
Il est finalement jugé coupable pour quatre homicides.